# Studentenhaver

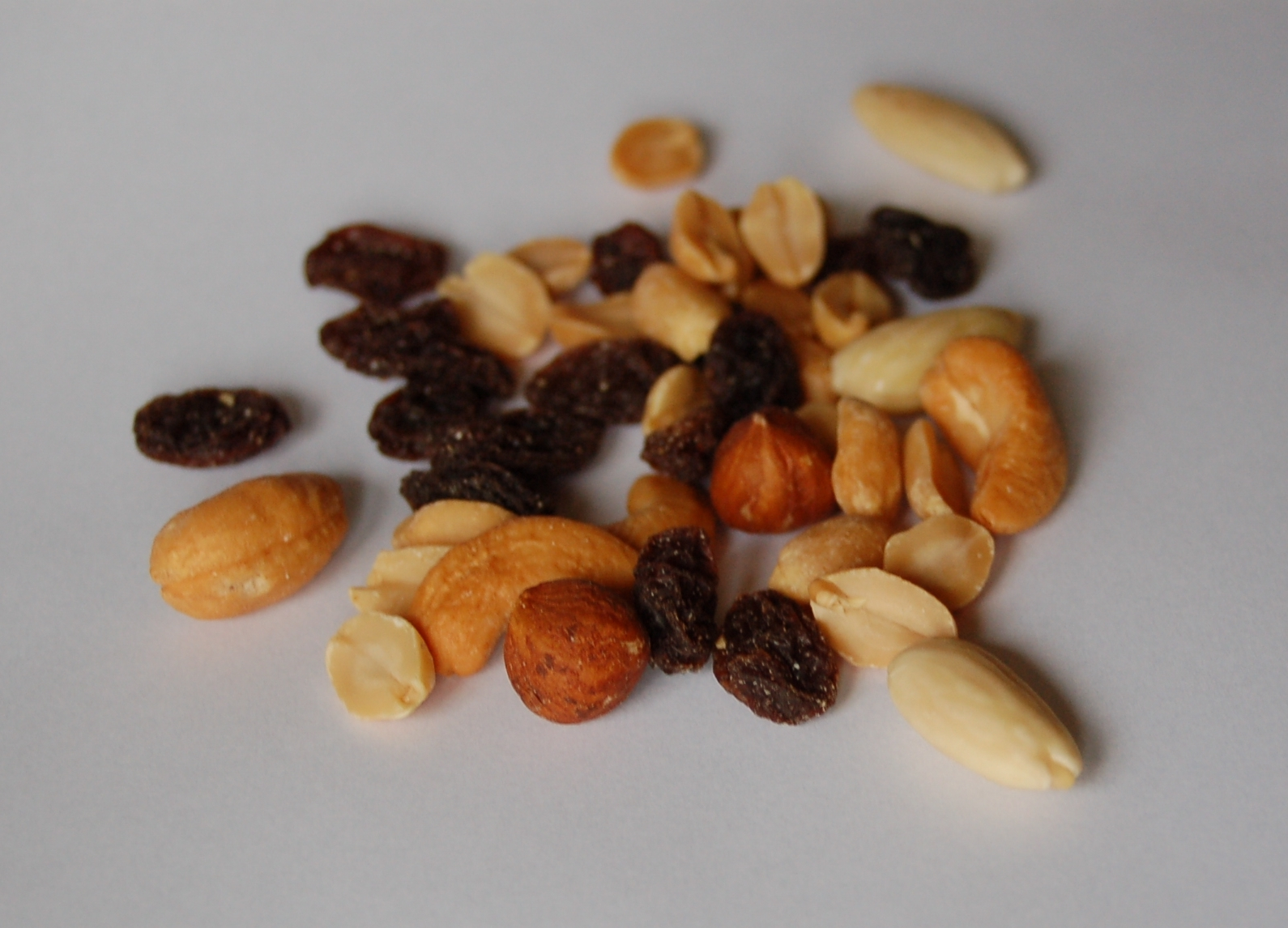
Studentenhaver

Studentenhaver (ook wel "elitehaver" genoemd) is een los mengsel van noten (meestal cashewnoten, paranoten, walnoten, hazelnoten en amandelen), krenten, rozijnen en eventueel andere gedroogde vruchten. De naam komt van de vermeende intelligentiebevorderende werking.

## Geschiedenis
Wie vroeger een langere tijd weg van huis moest, was afhankelijk van eten dat ze zelf meenamen. Eten was onderweg niet te krijgen of te duur. Rozijnen en noten waren ideaal geconcentreerd en voedzaam voedsel. Rozijnen omdat dit glucose bevat, noten omdat het vet bevat. Studentenhaver is daarmee het oorspronkelijke fastfood te noemen.
Studentenhaver is een Nederlandse vinding die al in 1658 werd genoemd in diverse geschriften.

## Voedingswaarde
Volgens het Voedingscentrum zit in 25 gram (een handje) studentenhaver 124 kcal energie, verdeeld in 8 gram vet, 1,2 gram verzadigd vet, 9,5 gram koolhydraten, 9 gram suikers, 1,4 gram vezels, 2,8 gram eiwit en 0,01 gram zout. Daarnaast staat studentenhaver in de Schijf van Vijf.